# Linggasari (Wanadadi)
Linggasari is een bestuurslaag in het regentschap Banjarnegara van de provincie Midden-Java, Indonesië. Linggasari telt 2476 inwoners (volkstelling 2010).